# Коді Б'ю Вокер
Коді Б'ю Вокер (англ. Cody Beau Walker; 13 червня 1988) — американський актор. Розпочав кар'єру в 2015 році з блокбастеру Форсаж 7, де він допоміг завершити сцени з його братом Полом, який загинув у аварії.

## Дитинство
Вокер народився в Лос-Анджелесі (Каліфорнія), в сім'ї Шеріл (уроджена Крабтрі) та Пола Вільяма Вокера III. Має чотирьох старших братів та сестер: Пола, Калеба, Ешлі та Емі. Закінчив Каліфорнійський університет Санта-Барбари.

## Кар'єра
Допоміг завершити зйомки Форсажу 7 після загибелі старшого брата Пола в аварії 30 листопада 2013 року. Коді і Калеб допомогли завершити сцени з Браяном О'Коннером, які грав їх брат Пол у фільмі, що ще знімався на момент його смерті.
Після зйомок Форсажу 7, Коді Вокер вирішив продовжити акторську кар'єру, наслідуючи приклад Пола. Він знявся у фільмі про Другу світову війну Індіанаполіс: Чоловіки мужності (2016).

## Особисте життя
Вокер є кваліфікованим медпрацівником. Займає посаду бренд-менеджера у фонді його брата «Reach Out Worldwide», який по всьому світу допомагає аварійно-рятувальним службам отримати доступ в районах, постраждалих від стихійних лих. 15 серпня 2015 року, Вокер одружився з Феліцією Нокс, давньою подругою.

## Фільмографія
| Роки | Назва                           | Оригінальна назва                | Роль                  | Примітки                  |
| ---- | ------------------------------- | -------------------------------- | --------------------- | ------------------------- |
| 2015 | Форсаж 7                        | Furious 7                        | Браян О'Коннер        | Завершив роль Пола Вокера |
| 2016 | Індіанаполіс: Чоловіки мужності | USS Indianapolis: Men of Courage | Лейтенант Джеймс Вест |                           |